# Dieter Bimberg
Dieter Bimberg (* 10. Juli 1942 in Schrozberg) ist ein deutscher Physiker und war Hochschullehrer an der Technischen Universität Berlin. Sein Hauptarbeitsgebiet ist die Nanophysik und Nanophotonik.

## Leben und Wirken
Nach dem Studium der Mathematik, Philosophie und Physik an der Eberhard-Karls-Universität in Tübingen, wurde dieses in Physik an der Johann-Wolfgang-Goethe-Universität Frankfurt am Main weiter geführt. Er promovierte dort in Physik 1971 und arbeitete als wissenschaftlicher Mitarbeiter und Dozent Neuer Art.
Dann nahm er ein Angebot der Max-Planck-Gesellschaft an, am Max-Planck-Institut für Festkörperforschung, unter dem Gründungsdirektor Hans-Joachim Queisser vor Ort den Aufbau des deutsch-französischen Hochfeld-Magnetlabors am Service National des Champs Intenses (SNCI) des CNRS in Grenoble zu leiten. Er initiierte den Bau von Helix- und Hybridmagneten und baute eine Gruppe zur Spektroskopie und Modellierung von Halbleitern in hohen Magnetfeldern auf, in der der spätere Nobelpreisträger Horst Störmer seine Dissertation über Quantenflüssigkeiten verfasste.
1979 bekam er einen Ruf an das Institut für Halbleitertechnik der Fakultät für Elektrotechnik der RWTH Aachen, wo er die erste Tieftemperatur-Kathodolumineszenz als rasternde und hoch-orts-und-zeitaufgelöste Nanomesstehnik entwickelte, u. a. die Dissertation von Holger Jürgensen, dem späteren Gründer von Aixtron betreute und sich der Hochfrequenzphotonik zuwandte.
1981 nahm er den Ruf auf einen Lehrstuhl für Angewandte Physik an der Technischen Universität Berlin an.
Er baute zuerst Labors zur Herstellung von Halbleiter-Nanostrukturen mittels MOCVD und deren Charakterisierung elektrischer und optischer Eigenschaften auf. Darüber hinaus widmete er sich der bahnbrechenden theoretischen Modellierung sowohl des Wachstums, wie der elektronischen und optischen Eigenschaften von Nanostrukturen. Die ersten Quantenpunktlaser bei Zimmertemperatur wurden dort erstmals hergestellt und ihre überlegenen Eigenschaften verglichen mit klassischen Halbleiterlasern demonstriert.
Schwerpunkte der Arbeiten seit der Jahrtausendwende nutzten das von ihm gegründete Zentrum für NanoPhotonik (Reinsträume bis Klasse 10 zur Prozessierung von Halbleiter-Bauelementen) zur Verifizierung der von ihm erfundenen Konzepte von Nanoflashspeichern und energie-effizienten und gleichzeitig höchst bitratigen nanophotonischen Bauelementen, wie Einzel-q-bit-Emittern, moden-gekoppelten Lasern, Quantenpunkt-Verstärkern (QD-Verstärker), VCSELn und hoch-brillanten Hochleistungskantenemittern. Das umweltfreundliche (energiesparende) Internet („grüne Internet“) steht im Augenblick im Zentrum seines Wirkens.
An der Technischen Universität Berlin war er 21 Jahre lang von 1990 bis 2011 der geschäftsführende Direktor des Instituts für Festkörperphysik. Dort war er ab 2004 auch der Geschäftsführende Direktor des Zentrums für Nanophotonik.
Seit April 2018 leitet er das Deutsch-Chinesische Bimberg-Zentrum für Grüne Photonik am Changchuner Institut für Optik, Feinmechanik und Physik (CIOMP) der Chinesischen Akademie der Wissenschaften in Nordostchina.
Gastprofessuren führten ihn an das RSRE, Gt. Malvern (England), zu den Hewlett Packard Labs, Palo Alto (USA), an die University of California, Santa Barbara (USA), zweimal an das Technion Haifa (Israel) und an die King Abdulaziz University in Jeddah (Saudi-Arabien).
Er war Mitinitiator einer ganzen Reihe von Ausgründungen, die einen Teil seiner über 60 Patente der Kommerzialisierung zuführten und ist Inhaber einer Beratungsfirma.

## Auszeichnungen
- 1989: Oyo Buturi Preis der Japanese Society of Applied Physics
- 1995: Ehrenmitglied des Ioffe-Instituts der Russischen Akademie der Wissenschaften
- 2003: Staatspreis der Russischen Föderation, zusammen mit Schores Alfjorow[4]
- 2004: Fellow der American Physical Society (APS)[5]
- 2004: Mitglied der Deutschen Akademie der Naturforscher/Wissenschaften Leopoldina[6][7]
- 2006: Max-Born-Preis und Medaille[8]
- 2010: Fellow des IEEE (Institute of Electronic and Electrical Engineers)
- 2010: IEEE William Streifer Scientific Achievement Award[9]
- 2011: Ausländisches Mitglied der Russischen Akademie der Wissenschaften[10]
- 2012: UNESCO-Preis für Nanotechnologie und Nanoscience
- 2012: Goldene Ehrennadel der TU Berlin für herausragende Verdienste in Forschung und Lehre
- 2012, 2014 und 2015: Green Photonics Award der SPIE (mit Mitarbeitern seiner Arbeitsgruppe)
- 2014: Foreign Member der National Academy of Engineering der USA
- 2015: Welker Award[11]
- 2015: Ehrendoktorat der University of Lancaster[11]
- 2018: Nick Holonyak Award
- 2019: IEEE Jun-ichi Nishizawa Medal
- 2020: Stern-Gerlach-Medaille
- 2021: MOC Award der Japanese Society of Applied Physics
- 2022: Fellow der Chinese Optical Society
- 2025: Mitglied der National Academy of Artificial Intelligence (China)[12]

## Veröffentlichungen (Auswahl)
- mit N. Kirstaedter, Nikolay N. Ledentsov u. a.: Low threshold, large T/sub o/injection laser emission from (InGa) As quantum dots, Electronics Letters, Band 30, 1994, S. 1416–1417
- mit M. Grundmann, O. Stier: InAs/GaAs pyramidal quantum dots - strain distribution, optical phonons, and electronic-structure, Physical Review B, Band 52, 1995, S. 11969–11981
- mit Vitaly A. Shchukin u. a.: Spontaneous ordering of arrays of coherent strained islands, Phys. Rev. Lett., Band 75, 1995, S. 2968
- mit M. Grundmann, Zh. Alferov u. a.: Ultranarrow luminescence lines from single quantum dots, Phys. Rev. Lett., Band 74, 1995, S. 4043
- mit N. N. Ledentsov u. a.: Direct formation of vertically coupled quantum dots in Stranski-Krastanow growth, Phys. Rev. B, Band 54, 1996, S. 8743
- mit R. Heitz u. a.: Energy relaxation by multiphonon processes in InAs/GaAs quantum dots, Phys. Rev. B, Band 56, 1997, S. 10435
- mit N. Kirstaedter, Z. I. Alferov: InGaAs-GaAs quantum-dot lasers, IEEE Journal of selected topics in quantum electronics, Band 3, 1997, S. 196–205
- mit M. Grundmann: Theory of random population for quantum dots, Phys. Rev. B, Band 55, 1997, S. 9740
- mit N. N. Ledentsov, Z. I. Alferov u. a.: Quantum dot heterostructures: fabrication, properties, lasers, Semiconductors, Band 32, 1998, S. 343–365
- mit V. M. Ustinov u. a.: InAs/InGaAs quantum dot structures on GaAs substrates emitting at 1.3 μm, Applied Physics Letters, Band 74, 1999, S. 2815–2817
- mit O. Stier, M. Grundmann: Electronic and optical properties of strained quantum dots modeled by 8-band k⋅ p theory, Phys. Rev. B, Band 59, 1999, S. 5688
- mit V. A. Shchukin: Spontaneous ordering of nanostructures on crystal surfaces, Reviews of Modern Physics, Band 71, 1999, S. 1125
- mit P. Borri u. a.: Ultralong dephasing time in InGaAs quantum dots, Phys. Rev. Lett., Band 87, 2001, S. 157401
- mit M. Grundmann, N. N. Ledentsov: Quantum Dot Heterostructures, Wiley-VCH 2001
- mit V. A. Shchukin, N. N. Ledentsov: Epitaxy of Nanostructures, Springer 2003
- Quantum dots for lasers, amplifiers and computing, J. Phys. D: Appl. Phys., Band 38, 2005, S. 1–4
- Der Zoo der Quantenpunkte. Mit Halbleiter-Quantenpunkten zu neuartigen Bauelementen (Preisträger-Artikel Max-Born-Preis). In: Physik Journal. Band 5, Nr. 8/9, 2006, S. 43–50 (pro-physik.de).
- mit Udo W. Pohl: Quantum dots: promises and accomplishments, Materials Today, Band 14, S. 388, Sept. 2011
- mit Gadi Eisenstein (Hrsg.): Green Photonics and Electronics. Cham: Springer International Publishing, 2017. ISBN 3-319-67001-8.

Insgesamt mehr als 1200 Veröffentlichungen mit über 49000 Zitationen, Hirsch-Faktor @5/2017: 102 (Google Scholar).

## Belege
1. ↑  Institut für Festkörperphysik: Professoren im Ruhestand
2. ↑  Bimberg Chinese-German Green Photonics Research Center. In: ciomp.cas.cn. 23. August 2019, archiviert vom Original am 30. Oktober 2021; abgerufen am 30. Oktober 2021 (englisch).
3. ↑  Bimberg Chinese-German center for green photonics
4. ↑  Dieter Bimberg Russischer Staatspreis für Physiker, FAZ, 31. März 2003
5. ↑  APS Fellow Archive. Abgerufen am 9. Februar 2020.
6. ↑  Mitgliedseintrag von Prof. Dr. Dieter Bimberg (mit Bild und CV) bei der Deutschen Akademie der Naturforscher Leopoldina, abgerufen am 29. Juni 2016.
7. ↑  TU-Professor Dieter Bimberg in Leopoldina gewählt
8. ↑  Preisträgerinnen und Preisträger 2006 (Memento vom 14. August 2011 im Internet Archive) DPG-online, abgerufen am 10. Oktober 2011
9. ↑  IEEE PHOTONICS SOCIETY 2010 William Streifer Scientific Achievement Award Recipient: Dieter Bimberg (Memento vom 9. Juli 2013 im Internet Archive)
10. ↑  Ausländische Mitglieder der Russischen Akademie der Wissenschaften seit 1724: Бимберг, Дитер. Russische Akademie der Wissenschaften, abgerufen am 7. Februar 2023 (russisch).
11. 1 2  Newsportal: Ehrendoktorwürde für Dieter Bimberg. In: pressestelle.tu-berlin.de. 27. Juli 2015, abgerufen am 10. August 2015.
12. ↑  Rubrik: Menschen. In: Physik Journal. Band 24, Nr. 6, Juni 2025, ISSN 1617-9439, S. 50–53 (pro-physik.de [abgerufen am 10. Juni 2025]).

| Personendaten    | Personendaten                          |
| ---------------- | -------------------------------------- |
| NAME             | Bimberg, Dieter                        |
| KURZBESCHREIBUNG | deutscher Physiker und Hochschullehrer |
| GEBURTSDATUM     | 10. Juli 1942                          |
| GEBURTSORT       | Schrozberg                             |